# Poeciloneta xizangensis
Espèce
Poeciloneta xizangensis est une espèce d'araignées aranéomorphes de la famille des Linyphiidae.

## Distribution
Cette espèce est endémique du Tibet en Chine,.

## Étymologie
Son nom d'espèce, composé de xizang et du suffixe latin -ensis, « qui vit dans, qui habite », lui a été donné en référence au lieu de sa découverte, le Xizang.

## Publication originale
- Zhai & Zhu, 2008 : Two new species of the spider genus Poeciloneta Kulczyński, 1894 (Araneae: Linyphiidae) from China. Zootaxa, no 1850, p. 61-64.